# Antigua Gran Bulgaria
La Antigua Gran Bulgaria o Gran Bulgaria (Παλαιά Μεγάλη Βουλγαρία, en las crónicas bizantinas) fue el término usado por los historiadores bizantinos para referirse al territorio de Onoguria durante el gobierno del kan protobúlgaro Kubrat en el siglo VII al norte de la cordillera del Cáucaso en la estepa situada entre los ríos Dniéster y el curso bajo del río Volga.

Asentamientos protobúlgaros en los siglos VI-VII.

## Kubrat
Kubrat (también Kurt o Houvrat) pertenecía al clan real de los Dulo y era el heredero legítimo del trono búlgaro. Creció en el Imperio bizantino, dentro del cual fue educado y bautizado, mientras que su tío materno, Organa, ejercía la regencia en la tribu.
En torno al año 628, Kubrat retornó a su tierra natal, asumió el liderazgo de su pueblo, con la probable aprobación del kagán de los ávaros. Pronto se libró de la dominación ávara y se segregó del Kaganato göktürk occidental, inmerso en guerras dinásticas.

## Creación

Cambios territoriales de la antigua gran Bulgaria a lo largo de los años.

Entre 630 y 635, Kubrat logró unir bajo su mando a las dos principales tribus protobúlgaras, los onoguros y los utriguros, creando una poderosa confederación conocida por los autores medievales como «la antigua gran Bulgaria» y también como Onogures-Imperio búlgaro (o en versión occidental Onoguria). Algunos historiadores incluyen entre sus súbditos a los derrotados ávaros y sitúan sus límites occidentales en la llanura panónica. Se presume que su capital habría estado situada en la antigua ciudad de Fanagoria, en la península de Taman. La tumba de Kubrat fue descubierta en 1912 en Perehschepina, Ucrania.

## Desintegración y estados sucesores
Los sucesos que se desarrollaron a la muerte de Kubrat son descritos por el patriarca bizantino Nicéforo I. En tiempos del emperador Constantino IV, cuenta, Kubrat falleció y Batbayan, el mayor de sus cinco hijos, quedó a cargo del Estado. Sin embargo, la presión de los jázaros acabó por sembrar la discordia entre todos los hijos de Kubrat que, pese al consejo de su padre de permanecer unidos para crear un frente común, partieron por separado, cada uno al frente de su tribu.

### Los protobúlgaros del Volga
Kotrag, caudillo de los kutrigures, partió hacia el Volga medio, donde fundó la Bulgaria del Volga, en la confluencia de este río con el río Kama, un estado que llegaría a ser muy próspero. Los protobúlgaros del Volga o protobúlgaros de plata, como fueron conocidos en la época, se convirtieron voluntariamente al islam en el siglo IX; lograron preservar su identidad nacional hasta bien entrado el siglo XIII y repelieron los primeros ataques mongoles en 1223. Sin embargo, fueron finalmente derrotados y su ciudad más importante, Bolghar, se convirtió en la capital del kanato de la Horda de Oro; su población se mezcló con los tártaros. Los ciudadanos de las actuales repúblicas rusas de Tatarstán y Chuvashia se consideran descendientes de estos protobúlgaros.

### Protobúlgaros en Vojvodina y Macedonia
Kuber se asentó en la antigua ciudad romana de Sirmio, al mando de un grupo formado por diversas etnias (protobúlgaros, 'romanos', eslavos, germánicos) y como vasallos de los ávaros. Tras una revuelta, guio a su gente hasta Macedonia. Se estableció entonces en la región de Keremisia y trató infructuosamente de conquistar la ciudad de Tesalónica. Tras este fracaso, desapareció de la historia y su pueblo se mezcló con las tribus eslavas de la zona.

### Protobúlgaros en el sur de Italia
Otros protobúlgaros llegaron a Italia en torno al 662 acaudillados por el «duque Alzeco» (Altsek, buscando protección frente a los ávaros. Solicitaron tierras al rey lombardo Grimoaldo I de Benevento a cambio de sus servicios como mercenarios. Se instalaron inicialmente en las cercanías de Rávena, pero se desplazaron al sur algún tiempo después. Grimoaldo envió a Altzek y a sus seguidores a su hijo Romualdo, en Benevento, que les otorgó las tierras al noreste de Nápoles en las «espaciosas pero hasta entonces desiertas» ciudades de Sepino, Bovianum (Boiano) e Isernia, en la actual región de Molise, en los Apeninos. Altzek recibió el título lombardo de «gastald». Pablo Diácono, en su Historia del Pueblo Lombardo, escrita más allá del año 787, nos dice que en esa época, los protobúlgaros aún habitaban la zona, y que incluso si hablaban en latín, «no han olvidado el uso de su propia lengua».
Excavaciones en la necrópolis de Vicenne-Campochiaro, cerca de Boiano, han sacado a la luz ciento treinta enterramientos datados en el siglo VII, entre los que se hallaron trece con caballos y artefactos de origen germánico y ávaro. Los enterramientos de caballos son característicos de los nómadas ecuestres de Asia Central, de lo que se deduce que estas tumbas corresponden a los búlgaros de Molise y Campania.

### Protobúlgaros caucasianos/balkaros
Los seguidores de Batbayan, conocidos como «búlgaros negros», permanecieron en sus tierras ancestrales y fueron sometidos rápidamente por los kázaros. Algunos creen que los actuales balkarios son los descendientes de la horda de Batbayan, aunque ellos se denominen malkaros (por el río Malka) y hablen una lengua turca de tipo kipchak.

### Primer Imperio búlgaro
Asparuh fue el sucesor de Kubrat; conquistó Mesia y Dobruya al Imperio bizantino y fundó en torno a 681 el Primer Imperio búlgaro.